# Markéta Červenková
Markéta Červenková (* 20. srpen 1991) je česká atletka, reprezentantka ve vrhu koulí.
Je členkou A. C. TEPO Kladno, ale dříve závodila za TJ Slavoj Stará Boleslav a jako žákyně byla členkou ASK Slavia Praha. V té době se věnovala také hodu oštěpem, hodu diskem a hodu kladivem.
V atletické hale v Ostravě-Vítkovicích na mistrovství ČR 2016 se stala potřetí v řadě halovou mistryní ČR. Reprezentovala Česko na ME do 23 let 2011, kde skončila na 15 místě.